# Handboll vid olympiska sommarspelen
Handboll har varit en gren i de olympiska sommarspelen sedan 1972 för herrar och 1976 för damer. Dock spelades en turnering i utomhushandboll redan vid OS 1936 i Berlin vilken brukar räknas som den allra första olympiska turneringen. 
Sammanlagt medverkar tolv nationer i såväl herrarna som damernas turnering, där lagen inleder med att spela i två större grupper med sex lag i varje. De fyra lag som lyckas bäst i respektive grupp kvalificerar sig till det olympiska slutspelet som består av kvartsfinaler, semifinaler och medaljmatcher. 
Frankrike är den nation som på herrsidan lyckats bäst i mästerskapet genom åren. För damerna är det istället Danmark som hittills nått flest titlar. Sveriges herrlandslag har även de tagit sig upp på pallen vid såväl 1992, 1996, 2000 och 2012 års mästerskap. 

## Medaljörer

### Herrar
Herrarnas spelades första gången 1936 men regelbundet sedan 1972.
| 1936 Detaljer | Berlin         | Tyskland       | 10 - 6  | Österrike       | Schweiz     | 10 - 5  | Ungern       |
| 1972 Detaljer | München        | Jugoslavien    | 21 - 16 | Tjeckoslovakien | Rumänien    | 19 - 16 | Östtyskland  |
| 1976 Detaljer | Montréal       | Sovjetunionen  | 19 - 15 | Rumänien        | Polen       | 21 - 18 | Västtyskland |
| 1980 Detaljer | Moskva         | Östtyskland    | 23 - 22 | Sovjetunionen   | Rumänien    | 20 - 18 | Ungern       |
| 1984 Detaljer | Los Angeles    | Jugoslavien    | 18 - 17 | Västtyskland    | Rumänien    | 23 - 19 | Danmark      |
| 1988 Detaljer | Seoul          | Sovjetunionen  | 32 - 25 | Sydkorea        | Jugoslavien | 27 - 23 | Ungern       |
| 1992 Detaljer | Barcelona      | Förenade laget | 22 - 20 | Sverige         | Frankrike   | 24 - 20 | Island       |
| 1996 Detaljer | Atlanta        | Kroatien       | 27 - 26 | Sverige         | Spanien     | 27 - 25 | Frankrike    |
| 2000 Detaljer | Sydney         | Ryssland       | 28 - 26 | Sverige         | Spanien     | 26 - 22 | Jugoslavien  |
| 2004 Detaljer | Aten           | Kroatien       | 26 - 24 | Tyskland        | Ryssland    | 28 - 26 | Ungern       |
| 2008 Detaljer | Peking         | Frankrike      | 28 - 23 | Island          | Spanien     | 35 - 29 | Kroatien     |
| 2012 Detaljer | London         | Frankrike      | 22 - 21 | Sverige         | Kroatien    | 33 - 26 | Ungern       |
| 2016 Detaljer | Rio de Janeiro | Danmark        | 28 - 26 | Frankrike       | Tyskland    | 31 - 25 | Polen        |
| 2020 Detaljer | Tokyo          | Frankrike      | 25 – 23 | Danmark         | Spanien     | 33 – 31 | Egypten      |

### Damer
Damernas turnering har spelats sedan 1976.
| 1976 Detaljer | Montreal       | Sovjetunionen | 14 - 11 | Östtyskland | Ungern         | 20 - 15  | Rumänien      |
| 1980 Detaljer | Moskva         | Sovjetunionen | 18 - 9  | Jugoslavien | Östtyskland    | 19 - 9   | Ungern        |
| 1984 Detaljer | Los Angeles    | Jugoslavien   | 29 - 23 | Sydkorea    | Kina           | '20 - 19 | Västtyskland  |
| 1988 Detaljer | Seoul          | Sydkorea      | 23 - 20 | Norge       | Sovjetunionen  | 18 - 15  | Jugoslavien   |
| 1992 Detaljer | Barcelona      | Sydkorea      | 28 - 21 | Norge       | Förenade laget | 24 - 20  | Tyskland      |
| 1996 Detaljer | Atlanta        | Danmark       | 37 - 33 | Sydkorea    | Ungern         | 20 - 18  | Norge         |
| 2000 Detaljer | Sydney         | Danmark       | 31 - 27 | Ungern      | Norge          | 22 - 21  | Sydkorea      |
| 2004 Detaljer | Aten           | Danmark       | 38 - 36 | Sydkorea    | Ukraina        | 21 - 18  | Frankrike     |
| 2008 Detaljer | Peking         | Norge         | 34 - 27 | Ryssland    | Sydkorea       | 33 - 28  | Ungern        |
| 2012 Detaljer | London         | Norge         | 26 - 23 | Montenegro  | Spanien        | 31 - 29  | Sydkorea      |
| 2016 Detaljer | Rio de Janeiro | Ryssland      | 22 - 19 | Frankrike   | Norge          | 36 - 26  | Nederländerna |
| 2020 Detaljer | Tokyo          | Frankrike     | 30 – 25 | ROC         | Norge          | 36 – 19  | Sverige       |

## Medaljtabeller

### Herrar
| Pl.    | Nation                              | Guld | Silver | Brons | Totalt |
| ------ | ----------------------------------- | ---- | ------ | ----- | ------ |
| 1      | Ryssland/ Sovjetunionen/ OSS (1992) | 4    | 1      | 1     | 6      |
| 2      | Frankrike                           | 3    | 1      | 1     | 5      |
| 3      | Jugoslavien                         | 2    | 0      | 1     | 3      |
| 3      | Kroatien                            | 2    | 0      | 1     | 3      |
| 5      | Tyskland                            | 1    | 2      | 1     | 4      |
| 6      | Danmark                             | 1    | 1      | 0     | 2      |
| 7      | Östtyskland                         | 1    | 0      | 0     | 1      |
| 8      | Sverige                             | 0    | 4      | 0     | 4      |
| 9      | Rumänien                            | 0    | 1      | 3     | 4      |
| 10     | Österrike                           | 0    | 1      | 0     | 1      |
| 10     | Tjeckien/ Tjeckoslovakien           | 0    | 1      | 0     | 1      |
| 10     | Sydkorea                            | 0    | 1      | 0     | 1      |
| 10     | Island                              | 0    | 1      | 0     | 1      |
| 14     | Spanien                             | 0    | 0      | 4     | 4      |
| 15     | Schweiz                             | 0    | 0      | 1     | 1      |
| 15     | Polen                               | 0    | 0      | 1     | 1      |
| Totalt | Totalt                              | 14   | 14     | 14    | 42     |

### Damer
| Pl.    | Nation                    | Guld | Silver | Brons | Totalt |
| ------ | ------------------------- | ---- | ------ | ----- | ------ |
| 1      | Danmark                   | 3    | 0      | 0     | 3      |
| 2      | Sydkorea                  | 2    | 3      | 1     | 6      |
| 3      | Norge                     | 2    | 2      | 3     | 7      |
| 4      | Sovjetunionen/ OSS (1992) | 2    | 0      | 2     | 4      |
| 5      | Ryssland/ · ROC           | 1    | 2      | 0     | 3      |
| 6      | Jugoslavien               | 1    | 1      | 0     | 2      |
| 6      | Frankrike                 | 1    | 1      | 0     | 2      |
| 8      | Ungern                    | 0    | 1      | 2     | 3      |
| 9      | Östtyskland               | 0    | 1      | 1     | 2      |
| 10     | Montenegro                | 0    | 1      | 0     | 1      |
| 11     | Kina                      | 0    | 0      | 1     | 1      |
| 11     | Spanien                   | 0    | 0      | 1     | 1      |
| 11     | Ukraina                   | 0    | 0      | 1     | 1      |
| Totalt | Totalt                    | 12   | 12     | 12    | 36     |

### Totalt
| Pl. | Nation                    | Guld | Silver | Brons | Totalt |
| --- | ------------------------- | ---- | ------ | ----- | ------ |
| 1   | Sovjetunionen/ OSS (1992) | 5    | 1      | 2     | 8      |
| 2   | Frankrike                 | 4    | 2      | 1     | 7      |
| 3   | Danmark                   | 4    | 1      | 0     | 5      |
| 4   | Jugoslavien               | 3    | 1      | 1     | 5      |
| 5   | Sydkorea                  | 2    | 4      | 1     | 7      |
| 6   | Norge                     | 2    | 2      | 3     | 7      |
| 7   | Ryssland / · ROC          | 2    | 2      | 1     | 5      |
| 8   | Kroatien                  | 2    | 0      | 1     | 3      |
| 9   | Tyskland                  | 1    | 2      | 1     | 4      |
| 10  | Östtyskland               | 1    | 1      | 1     | 3      |
| 11  | Sverige                   | 0    | 4      | 0     | 4      |
| 12  | Rumänien                  | 0    | 1      | 3     | 4      |
| 13  | Ungern                    | 0    | 1      | 2     | 3      |
| 14  | Österrike                 | 0    | 1      | 0     | 1      |
| 14  | Tjeckoslovakien           | 0    | 1      | 0     | 1      |
| 14  | Island                    | 0    | 1      | 0     | 1      |
| 14  | Montenegro                | 0    | 1      | 0     | 1      |
| 18  | Spanien                   | 0    | 0      | 5     | 5      |
| 19  | Kina                      | 0    | 0      | 1     | 1      |
| 19  | Polen                     | 0    | 0      | 1     | 1      |
| 19  | Schweiz                   | 0    | 0      | 1     | 1      |
| 19  | Ukraina                   | 0    | 0      | 1     | 1      |

### Fotnoter
1. ↑  Björn Persson (22 november 2018). ”Svenska Handbollförbundets historia”. Svenska Handbollförbundet. Arkiverad från originalet den 8 augusti 2020. https://web.archive.org/web/20200808231703/https://www.svenskhandboll.se/Handbollinfo/SvenskaHandbollforbundet/SvenskaHandbollforbundetshistoria/. Läst 1 juni 2020.